# パソコン批評
パソコン批評（パソコンひひょう）は、マイクロマガジン社（旧マイクロデザイン）が発行していたパソコン雑誌。
パソコン批評は1995年10月に『ゲーム批評』の増刊号として生まれ、翌年の1996年より隔月刊刊行の雑誌としてスタートした。以後約9年間発行され、2004年3月発売の4月号をもって休刊となった。

## 創刊経緯
パソコン批評の元となった雑誌は『ゲーム批評』である。ゲーム批評は、雑誌出版ビジネスでは当たり前となっていた広告収益をよりどころにした経営を放棄し、あくまで本誌の売上げを基盤とすることでゲームソフトやハード、サービスの公正な評価を目標とした雑誌である。

## 誌面の特徴
「パソコン批評」が目指していたのは公正な評価であった。そのため、他誌ではよくあるメーカーからの評価用機材の貸し出しを行わず、実際に購入して評価を行うというスタイルだった。それゆえ、他誌では見ることのできない非常に辛口な評価が話題となり、読者からの支持も高かった。この評価方法は製品に対してのみではなく、サービスに対しても同様であった。そのため一時期は、パソコン批評編集部員という理由だけでメーカーからコメントを拒否されることもよくあった。また、創刊当初からマイクロソフトは仇敵であり、Windows 98からXPまで常に問題を提起した。この姿勢は読者の支持を受け、マイクロソフト特集号の売り上げは非常によく、特にWindows XP特集号は実売8割を超えていた。しかし雑誌売上げの低下で、すべての機材を購入することができずに他誌同様、メーカーの評価機材を受け入れた。そのためメーカー校正（メーカーによる原稿のチェック）を受けるが、誤字脱字のような客観的修正しか対応しない姿勢は変えなかった。

## 方針転換
創刊当初は物珍しさから部数も多かったパソコン批評だったが、やがて部数が落ちていく。その中で内容刷新によって創刊当初の理念を守ろうとする編集部に対して、減収を広告によって賄うことを考えた社長をはじめとする経営陣からの横槍によってやむなく広告を入れることになる。それでも当初はパソコン業界以外のものであったが、やがてパソコン業界の広告も入れていく方針となった。しかし、部数の少なさやそれまでのメーカーの評価から結局はほとんど広告らしい広告は入らなかった。

## 主たる執筆者
パソコン批評は最初から最後まで常にマイナーな雑誌ではあったが、数多くの著名ライターが執筆していたことはあまり知られていない。パソコン批評で執筆していた著名ライターは以下の通り。
- 元麻布春男
- 笠原一輝
- スタパ齋藤
- 大河原克行

などである。中には匿名で寄稿していたライターも数多く、そのため本誌では素性が分からないライターも存在する。匿名ライターの多くは、自らの素性が知られることで他誌で仕事ができなくなることを恐れたためである。

## 休刊
インターネットの普及により数多くのパソコン雑誌が部数を減らしていく中、パソコン批評といえども例外とはならなかった。そのさなかで発行された中にタブレットPCを特集した記事を掲載した号があったが、その記事は本来は仇敵であるはずのマイクロソフトの肩を持つような内容であったために読者の信頼を大きく裏切ることになり、さらに大きく部数を減らすことになった。ちなみにこの号の返品部数は実に7割を超えるほどであった。その後、編集部の体制見直しによって多少の改善は見られたものの、同社グループ会社が発行していたPC-DIYの売上げ不振と内部不祥事による休刊の影響を受け、PC-DIYと同時にパソコン批評も休刊となる。

## 主だった連載
- フロントコラム
- ポイントカードの男
- ソフト＆ハード批評

## 姉妹誌
- ゲーム批評
- PC-DIY
- PC自作派